# Kiriya Sakamoto
Kiriya Sakamoto (japanisch 坂本 稀吏也 Sakamoto Kiriya; * 23. April 2003 in der Präfektur Hyōgo) ist ein japanischer Fußballspieler.

## Karriere
Kiriya Sakamoto erlernte das Fußballspielen in der Jugendmannschaft von Cerezo Osaka Nishi sowie in der Schulmannschaft der Kokoku High School. Seinen ersten Vertrag unterschrieb er am 1. Februar 2022 bei Montedio Yamagata. Der Verein, der in der Präfektur Yamagata beheimatet ist, spielte in der zweiten japanischen Liga. Sein Zweitligadebüt gab er am 31. August 2022 (8. Spieltag) im Heimspiel gegen Fagiano Okayama. Am 1. Februar 2023 wechselt er auf Leihbasis zum Erstligisten Sagan Tosu. Für den Klub aus Toso bestritt er zwei Erstligaspiele. Nach der Ausleihe kehrte er Ende Januar 2024 zu Montedio Yamagata zurück. 2024 bestritt er elf Ligaspiele. Im Februar 2025 wurde er an den Drittligisten Giravanz Kitakyūshū verliehen.